# Udáchnaya
Udáchnaya (en ruso: трубка Удачная, trubka Udáchnaya, que puede ser traducido como «yacimiento de la suerte») es un yacimiento de diamantes de Rusia situado en el campo de kimberlita de Daldyn-Alakit, en la república de Sajá, al norte de la ciudad de Udachni a la que el yacimiento dio nombre y que fue construida para su explotación (y que contaba en el censo de 2011 con 12.611 hab.). Situado justo fuera del círculo ártico, a unos 20 km, (66°26′N 112°19′E / 66.433, 112.317) es explotado como un pozo a cielo abierto. Tiene más de 600 metros de profundidad, por lo que es la tercera mina a cielo abierto más profunda del mundo, después de dos explotaciones de cobre: la chilena de Chuquicamata (de 1250 m) y la estadounidense mina del cañón de Bingham  (de 1210 m de profundidad).
El yacimiento de Udachnaya fue descubierto el 15 de junio de 1955, apenas dos días después del descubrimiento de la mina de diamantes Mir por el geólogo soviético Vladimir Shchukin y su equipo. En diciembre de 1989 se extrajo el diamante más grande de esta explotación, con 320,65 quilates, al que se le puso el nombre de Alexander Pushkin; se trata del segundo mayor diamante hallado jamás en el territorio de la antigua Unión Soviética, solo por detrás del XXVI Congreso del PCUS.
Desde 2010, el yacimiento de Udachnaya es gestionado por la compañía de diamantes rusa Alrosa, que planea cesar la explotación a cielo abierto para centrarse en la explotación subterránea.